# Protoneura ailsa
Protoneura ailsa – gatunek ważki z rodziny łątkowatych (Coenagrionidae). Występuje na Małych Antylach.